# Anna Maria Hussey
Anna Maria Hussey (Buckinghamshire, 5 de junho de 1805 — Inglaterra, 26 de agosto de 1853) foi uma micologista, escritora e ilustradora inglesa.